# کرچک (گیاه)
کرچک (نام علمی: Ricinus communis) نام یک گونه از تیره فرفیونیان است. از این گیاه روغن کرچک به‌دست می‌آید.
کرچک‌ها گیاهانی یک پایه بوده و روی گل آذین خوشه، به رنگ سبز و در بعضی از انواع گل‌های یک پایه قرمز بدون گلبرگ. گل‌های نر به رنگ زرد مایل به سبز با پرچم خامه‌ای و روغن دار برجسته در خوشه‌ای تخم مرغی شکل به طول حداکثر ۱۵ سانتی‌متر. گل‌های ماده، در قسمت فوقانی خوشه به رنگ قرمز و برجسته قرار گرفته‌اند. میوه کرچک به صورت کپسول کروی و خاردار متمایل به سبز (یا قرمز-ارغوانی) می‌باشد که در هنگام رسیدن سخت و شکننده می‌شود و دانه‌ها به شکل بیضوی پهن و و به شکل دانه‌های لوبیا و دارای پوسته براقی می‌باشند؛ که درون آن‌ها یک مغز کرم یا سفید بسیار روغنی قرار دارد. دانه گیاه متمایل به رنگ قهوه‌ای و تا حد زیادی سمی بوده، رایسین یک پروتئین بسیار سمی است که در دانه‌های کرچک وجود دارد. پوست این دانه‌ها حاوی این سم است که یکی از کشنده‌ترین سموم طبیعی دنیا است. دانه‌های کرچک دارای یک زائده زگیل مانند به نام Caruncle هستند، که نوعی از Elaiosome است. ترویج و پراکندگی دانه‌های Caruncle توسط مورچه‌ها صورت می‌پذیرد.

## نام
نام ریسینوس (Ricinus) بر گرفته از یک اصطلاح لاتین به معنای "کنه سگی" می‌باشد. علت این نامگذاری شباهتی بود که میان دانه این گیاه و کنه‌هایی که معمولاً در سگها دیده می‌شود. در واقع این اسم به دانه‌ها نسبت داده شده چون دانه‌ها در این گیاه بخش مهمتری هستند. اسم عام و متعارف "روغن کرچک – Castor oil" احتمالاً جایگزینی برای نام Castoreum می‌باشد؛ که یک ماده اصلی در صنعت عطرسازی و همچنین به عنوان طعم دهنده استفاده می‌شود که از غدد ترشحی مقعد و مثانه خشک شده سگ‌های آبی گرفته می‌شود. کرچک یک نام متعارف دیگر به نام "دستان حضرت مسیح" یا “Palm of Christ” دارد که برگرفته از شهرت و توانایی روغن کرچک در شفای زخم و درمان درد می‌باشد
در ایران به آن کرچک، بیدانجیر و در گناباد بزانجیز گفته می‌شود

## دانه‌های سمی
مقدار سمیت دانه‌های کرچک خام به درصد و اندازه سم ریسین بستگی دارد. اگر چه مقدار دوز کشندگی سم برای بزرگسالان در حدود ۴ تا ۸ دانه هسته شناسایی شده، اما در حقیقت گزارشات ناشی از مسمومیت افراد از این دانه‌ها بسیار نادر می‌باشد. بر اساس گزارشهای کتاب گینس در سال ۲۰۰۷، این گیاه سمی‌ترین گیاه در جهان محسوب شده بود. با وجود این، خودکشی از طریق بلعیدن دانه‌های کرچک در کشورهایی مانند هندوستان که این گیاه به صورت خودرو در کنار جاده‌ها می‌روید هیچ وقت گزارش نشده. چرا که مسمومیت با ریسین بسیار دردآور و نامطبوع بوده و در عین حال همراه با تهوع، اسهال، تپش قلب، کاهش شدید فشار خون و حملات شدید می‌باشد. هر چند، سم حاصل از کرچک طی فرایندهایی خاص با غلیظ نمودن عصاره آن بسیار شباهت به عمل عصاره‌گیری در بادام دارد. اگر ریسین بلعیده شود نشانه‌های آن حدوداً تا ۳۶ ساعت بعد نمایان می‌شود اما در عرض ۲ تا ۴ ساعت بعد اثر گذاشته و فرد را به کشتن می‌دهد؛ که این علایم با احساس برافروختگی در دهان و حنجره آغاز و شامل دردهای شکمی، اسهال خونی (که خود به تنهایی در طی چند روز متوالی تمام آب بدن فرد را کشیده و باعث مرگ می‌گردد) و کاهش شدید فشار خون می‌باشد؛ که پس از گذشت ۳ تا ۵ روز شخص می‌میرد مگر اینکه قبل از بروز و گسترش علائم فوق به‌طور کامل شستشو داده و سم زدایی شود. مسمومیت زمانی رخ می‌دهد که دانه‌های کرچک توسط حیوانات یا حتی انسان‌ها شکسته و جویده شوند، به‌طوری‌که دانه‌های سالم و نجویده شده بدون خارج نمودن سم از سیستم دستگاه گوارشی عبور و دفع می‌شود.

## نگارخانه

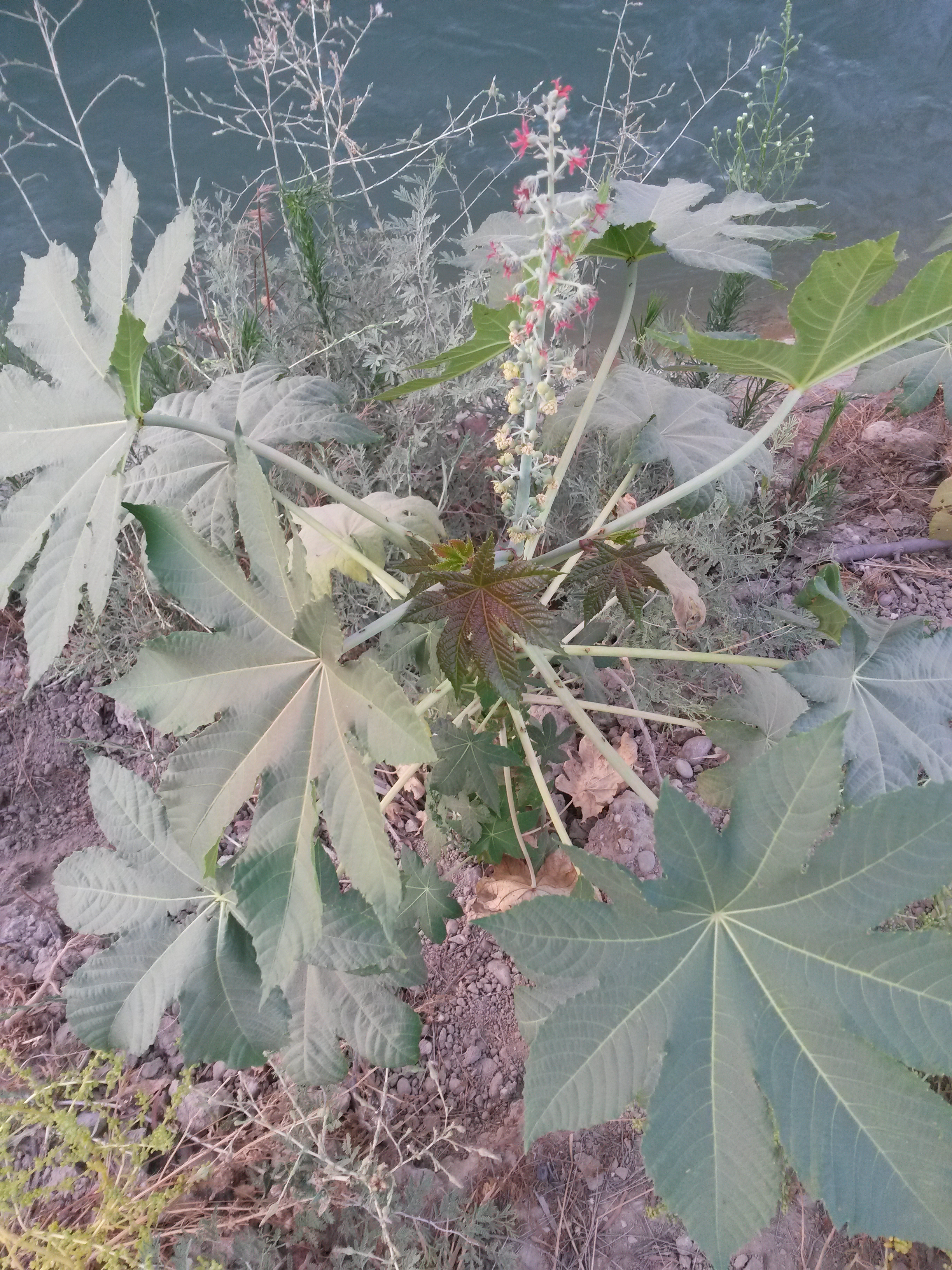
یک بوته تازه روییده درخت کرچک در آب‌پخش که به وفور به صورت خودرو در نخلستان‌ها و خصوصاً کنار جوی‌های آب این منطقه رشد می‌کند.
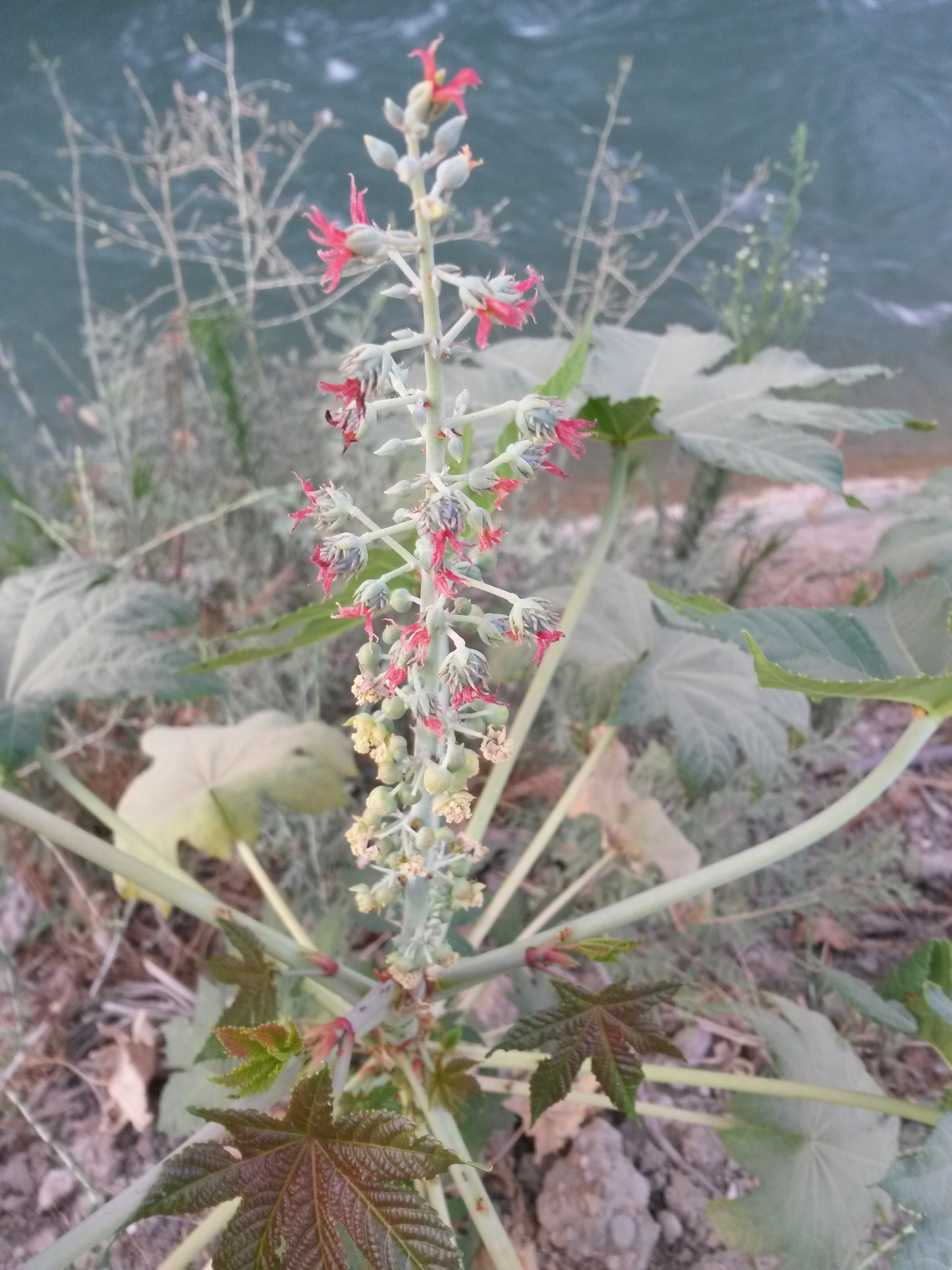
گل درخت کرچک در آب‌پخش
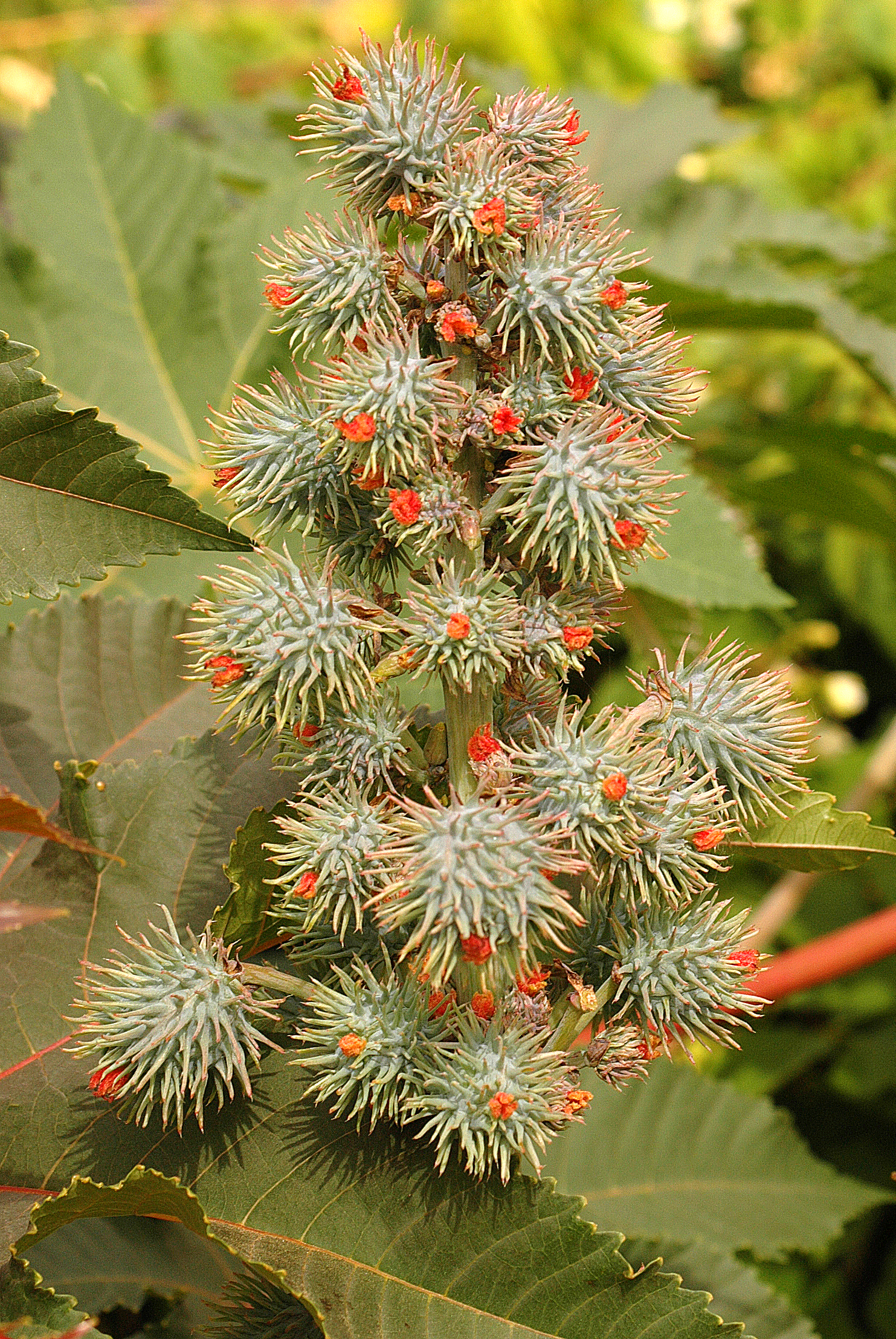
میوه‌های درخت کرچک
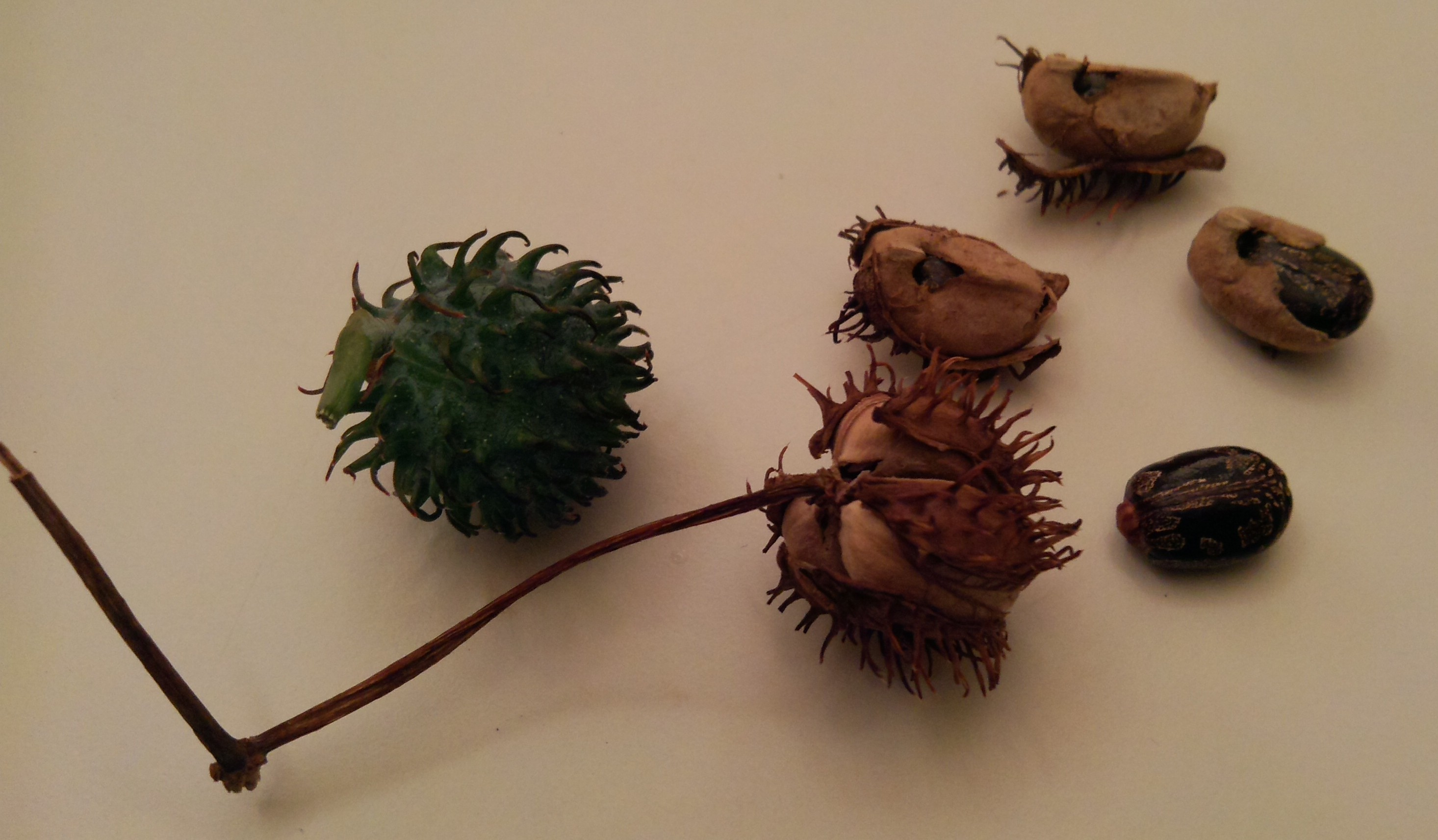
مراحل خشک شدن میوه این درخت و خروج دانه آن
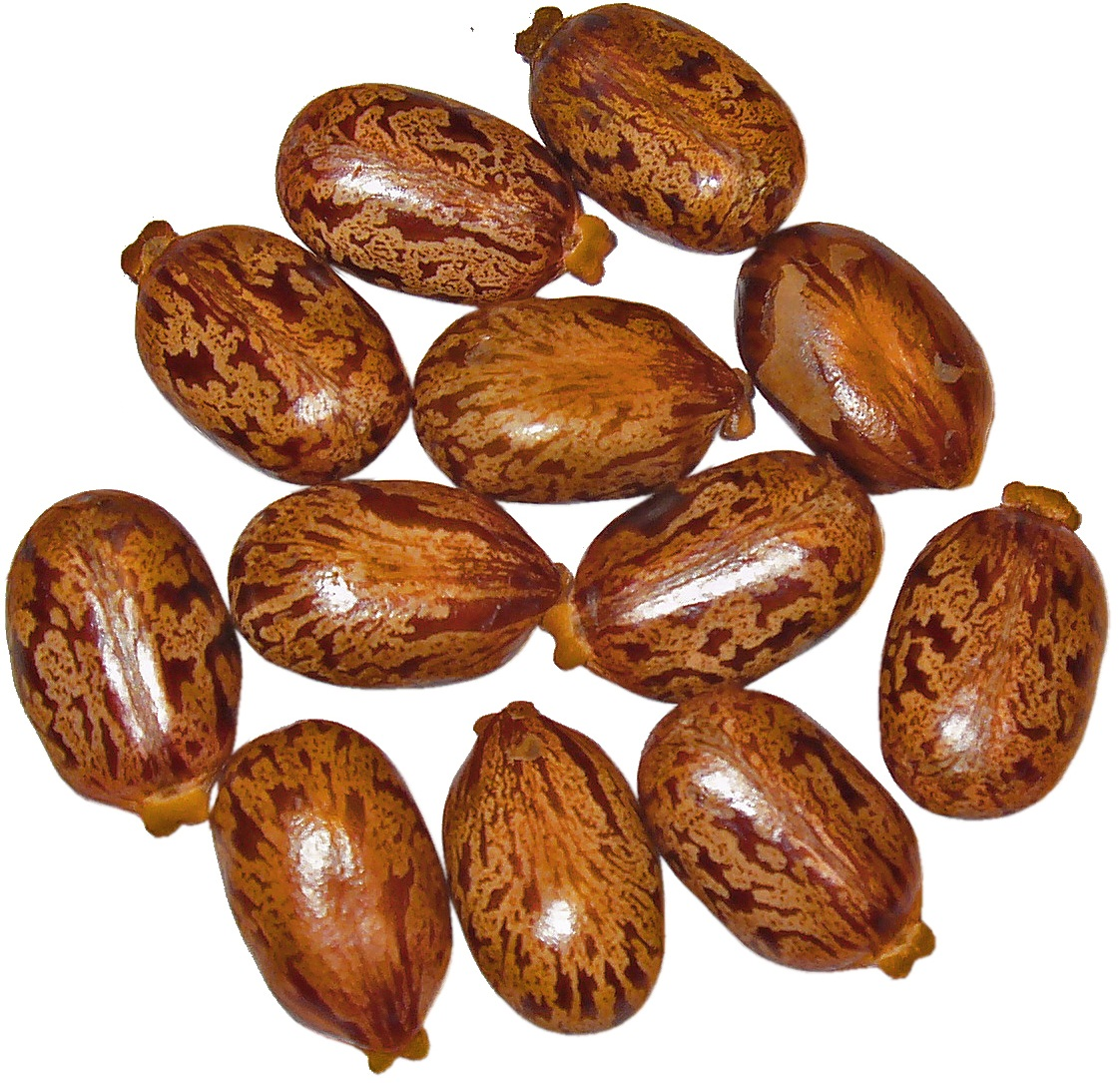
دانه‌های میوه این درخت
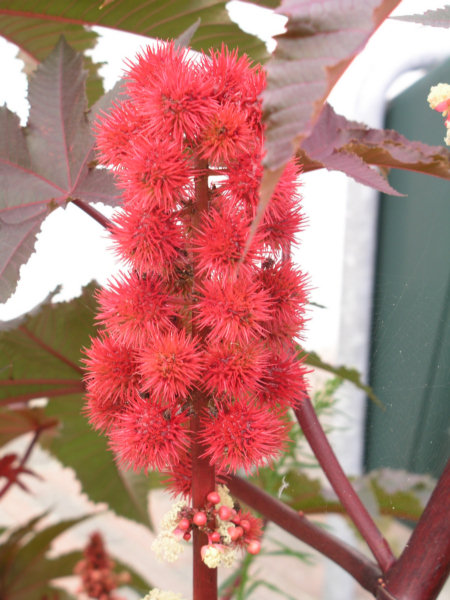
میوه‌های رسیده درخت کرچک